# Mother Earth (revista)

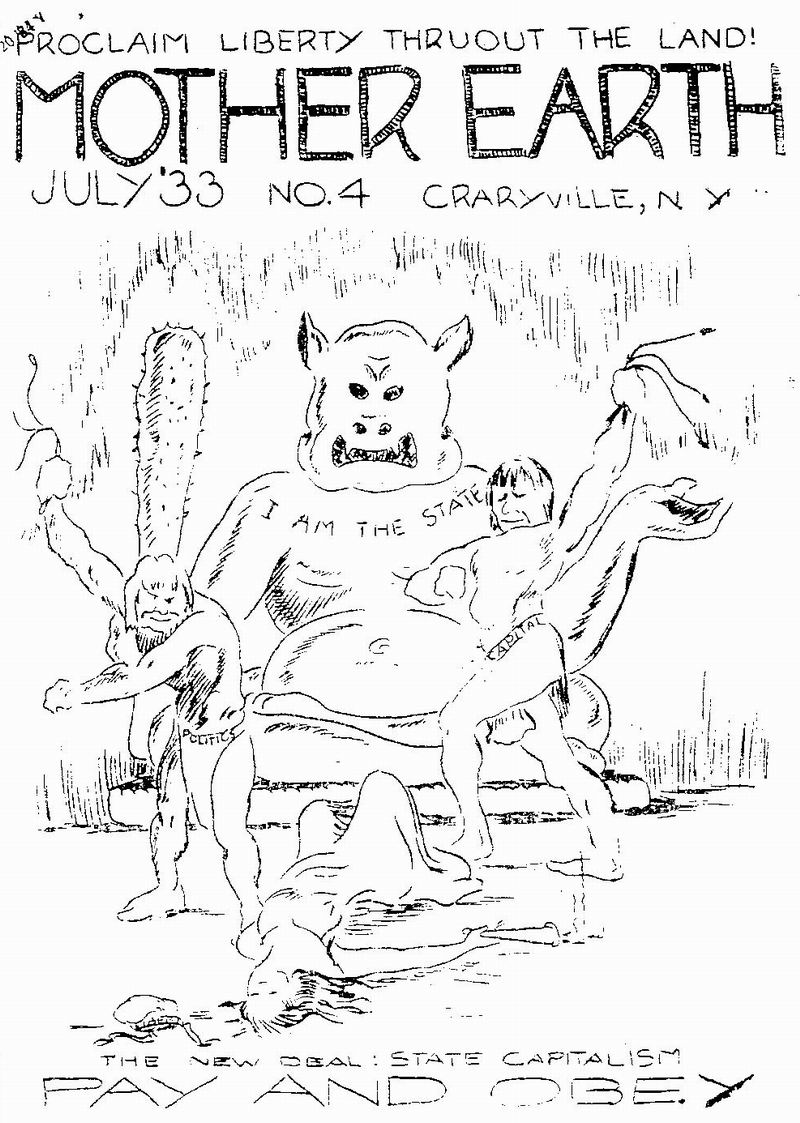
El Mother Earth el 1933

La Mother Earth (Mare Terra) era una revista anarquista editada per Emma Goldman que s'autodefinia com "una revista mensual dedicada a les Ciències Socials i la Literatura". Alexander Berkman, un altre conegut anarquista, en va ser l'editor de 1907 a 1915. La revista ha publicat extensos articles dins de la varietat de temes que toca l'anarquisme com ara el moviment obrer, l'educació, la literatura i les arts, el control del govern i de l'Estat, l'emancipació de la dona o la llibertat sexual, i va ser un dels primers mitjans que va donar suport a la contracepció. Els seus subscriptors i simpatitzants el formaven un grup de personalitats notables de l'esquerra radical estatunidenca dels anys anteriors a 1920.
El 1917, el Mother Earth comença a cridar obertament a oposar-se a l'entrada dels Estats Units en la Primera Guerra Mundial i, específicament, a desobeir les lleis del govern sobre reclutament i inscripció al servei militar. El 15 de juny de 1917, el Congrés va aprovar la Llei d'Espionatge. La llei estableix penes pels actes d'ingerència en la política exterior i espionatge. La Llei autoritza fortes multes i penes de presó de fins a 20 anys per a qualsevol persona que obstaculitzi el servei militar o encoratgi a la "deslleialtat" contra el govern dels EUA. Emma Goldman i Alexander Berkman continuen lluitant contra el reclutament i el govern regira les oficines del Mother Earth i es confisquen volums, arxius i llistes detallades dels subscriptors, juntament amb la revista de Berkman "The Blast" (l'explosió). el Departament de Justícia informa el següent en un comunicat de premsa:
| « | S'ha confiscat un munt de registres anarquistes i material de propaganda, i inclòs en el lot hi ha el que sembla un registre complet dels amics de la anarquia en els Estats Units. La troballa és un fitxer esplèndid, que els agents federals creuen que simplificarà enormement la seva tasca d'identificar que s'esmenten en diferents registres de llibres i papers. La llista de subscriptors del Mother Earth i el The Blast, que conté 10.000 noms, també s'ha confiscat. | » |

El Mother Earth va romandre en circulació mensualment fins a l'agost de 1917. Berkman i Goldman van ser declarats culpables de violar la llei d'espionatge i se'ls va deportar.
La feminista polonesa Eva Kotchever, amiga de Goldman i futura fundadora del Eve's Hangout de Nova York, va vendre la revista a tots els Estats Units.

## Col·laboradors
Llista parcial de col·laboradurs els assajos o poemes dels quals foren publicats al Mother Earth:
| - Leonard Dalton Abbott - Margaret Caroline Anderson - Max Baginski - Alexander Berkman - Maxwell Bodenheim - Bayard Boyesen - Georg Brandes - Louise Bryant - Voltairine de Cleyre - John R. Coryell - Julia May Courtney - Padraic Colum - Floyd Dell - Mabel Dodge - Will Durant - Francesc Ferrer i Guàrdia - Ricardo Flores Magón - William Z. Foster - Emma Goldman - Maxim Gorky (traduït per Alice Stone Blackwell i S. Persky) - Margaret Grant - Martha Gruening - Bolton Hall - Sadakichi Hartmann | - Hippolyte Havel - Ben Hecht - Robert Henri - C. L. R. James - Henry May Kelly - Harry Kemp - Peter Kropotkin - Errico Malatesta - Max Nettlau - Eugene O'Neill (sense signar) - Robert Allerton Parker - Charles Robert Plunkett - Élisée Reclus - Ben Reitman - Lola Ridge - Rudolf Rocker - Morris Rosenfeld - Margaret Sanger - Theodore Schroeder - Leo Tolstoy - Ross Winn - Adolf Wolff - Charles Erskine Scott Wood |

Llita parcial de col·laboradors en l'art de la portada:
- Jules-Félix Grandjouan
- Manuel Komroff
- Robert Minor
- Man Ray
- Adolf Wolff